# Proacidalia hortensia
Proacidalia hortensia är en fjärilsart som beskrevs av Riel 1911. Proacidalia hortensia ingår i släktet Proacidalia och familjen praktfjärilar. Inga underarter finns listade i Catalogue of Life.